# 前清淡水關稅務司官邸
25°10′27″N 121°26′10″E / 25.1740582794444°N 121.436187050638°E

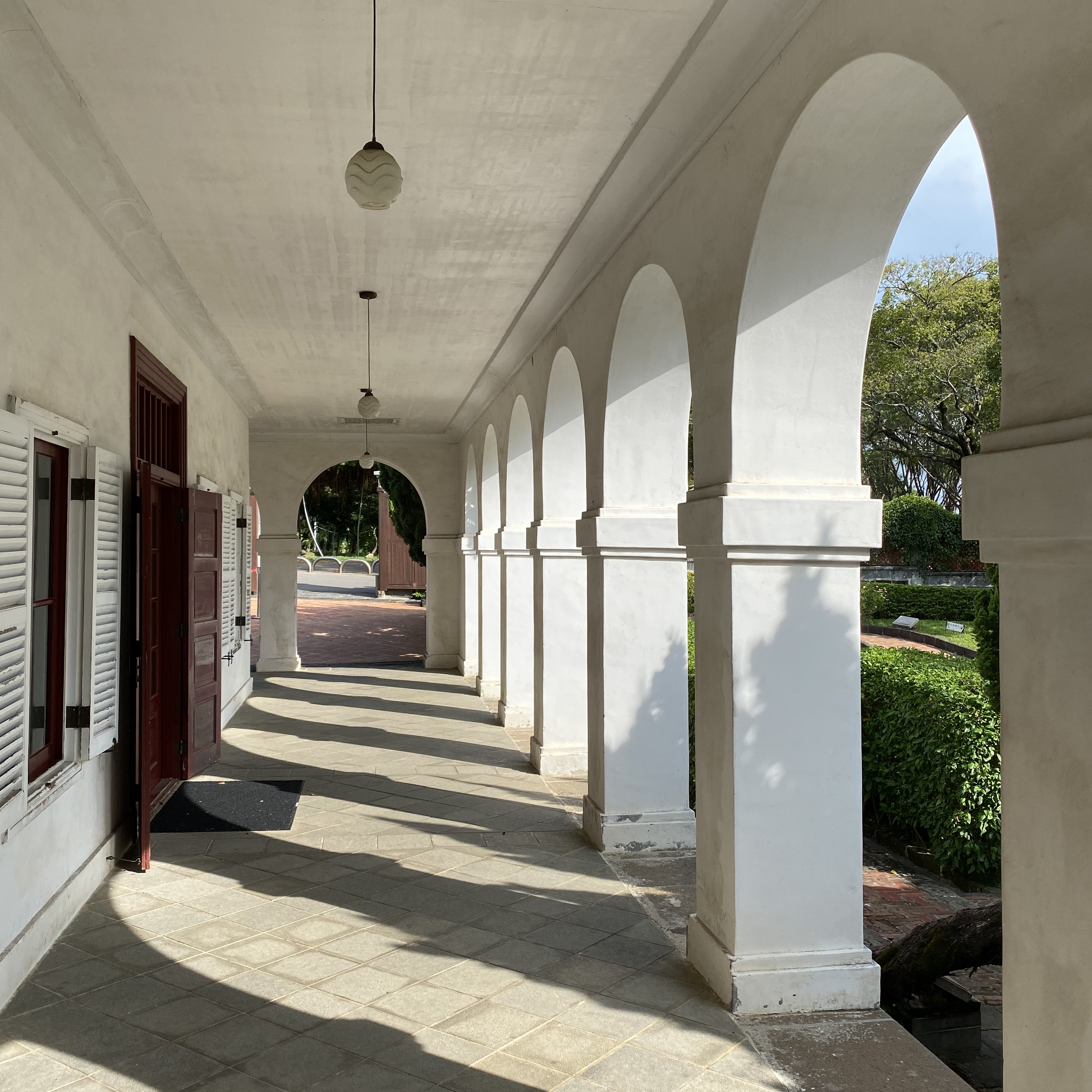
小白宮的迴廊

前清淡水關稅務司官邸，別稱小白宮，建於1870年，是位於新北市淡水區埔頂的清朝淡水關稅務司的官邸，因之又名「埔頂洋樓」，1997年經中華民國內政部評定為三級古蹟，現為新北市市定古蹟。

## 歷史

### 清領時期
淡水港開港後，於1862年（同治元年）6月22日開關徵稅。1863年，福州海關稅務司美理登（Eugène-Herman (baron) de Méritens）提議在台灣也聘用外國人為稅務司。經五口通商大臣李鴻章認可後，首位到任的稅務司為英國人麥士威（W. Maxwell），後來由美國人斯甄克接任，在稅務司的管理下，淡水港面目一新。稅務司公署衙門原先砲台埔地區，即為今紅毛城停車場前，是當年最豪華的建築之一，而副稅務司長郝伯遜因遂有興建官邸宿舍之舉，則在附近著手進行規畫和興建官邸，陸續完成三座洋樓，提供司長、秘書和部屬居住，本棟殖民地式白堊迴廊的建築則於同治末年（1870年）完工。本地人稱「埔頂三塊厝」，為當時稅務司公署之官邸。
「埔頂三塊厝」在1884年因處在清法戰爭滬尾之役的戰區，沿岸遭法軍砲擊下，部屬所居住的房舍遭到炸毀，因此稅務司公署官邸只剩下兩棟。

### 日治時期至戰後
光緒二十一年（1895年）中、日甲午戰爭所簽訂的馬關條約，將臺灣割讓給日本，清廷派李經方到基隆外海與日本海軍做形式上的交接。同年6月5日，日本稅關鑑定官野村材二在基隆登陸。台灣日治時期後，1896年台灣總督府舉辦「台灣始政周年紀念」，時任日本首相伊藤博文來台，當時即在小白宮住宿。
後來，淡水稅關因關務大減而廢除，因此日本稅關長在此成立「五十會俱樂部」，成為關員休憩、聯誼、打球、進食的場所，直到二次大戰末期不再作為行寮後，建物閒置而被附近淡江中學學生稱為「化物敷屋」（鬼屋）。二戰後，其東側秘書官邸洋樓因危險因素遭到拆除，司長官邸經整修後成為當時總稅務司長官李度的官邸。
1996年，財政部關稅總局曾決定將司長官邸報廢、改建員工住宅，引起所謂「搶救小白宮」的行動；在淡水仕紳及專家學者的強力奔走下，臺北縣淡水鎮公所認為小白宮具有歷史意義及保存價值，因之檢送古蹟調查表，要求將小白宮列入古蹟，才保住這棟具有歷史意涵的白色建築，永久維護；1996年11月，臺北縣淡水鎮民代表會決議將小白宮列入古蹟保存，並呈請內政部審核同意。1997年2月，內政部臺閩地區古蹟評鑑審議會議評定小白宮為三級古蹟，2004年重新整建為現今的樣貌，並開放遊客參觀。

## 建築特色
前清淡水海關稅務司官邸以英國殖民風格設計，因有着白色牆體而被當地居民暱稱為「小白宮」，周邊環境優雅，面向淡水河，遠眺觀音山，有大面積的涼台、外觀有數個拱圈及落地門窗、使建築採光性及通風性良好，地基用紅磚及石材砌成基座，屋頂則是四坡式斜屋頂的基本形式兼具排水功能，內部空間則分有設置主臥室、書房兼辦公室、宴客廳等西式格局匯聚而成。
在周圍遺跡方面，則有官邸創建時留下之黑磚斗子砌圍牆，幾段圍牆採用不同之材質，分別為「黑磚斗子清砌」、「砂岩塊石砌」和「水磚砌」，園區內原存三座官邸界石，其中一座於1997年取走成為海關博物館展示品，現展示的兩座界石則在小白宮旁典藏，此外花園附近尚有處凹陷土坑，據為滬尾之役留下的彈坑遺跡。另外，小白宮庭園中的雞蛋花歷史悠久，生命力旺盛，公告列管為「珍貴樹木」，在開花期的夏秋間也吸引許多遊客賞花。

## 相簿

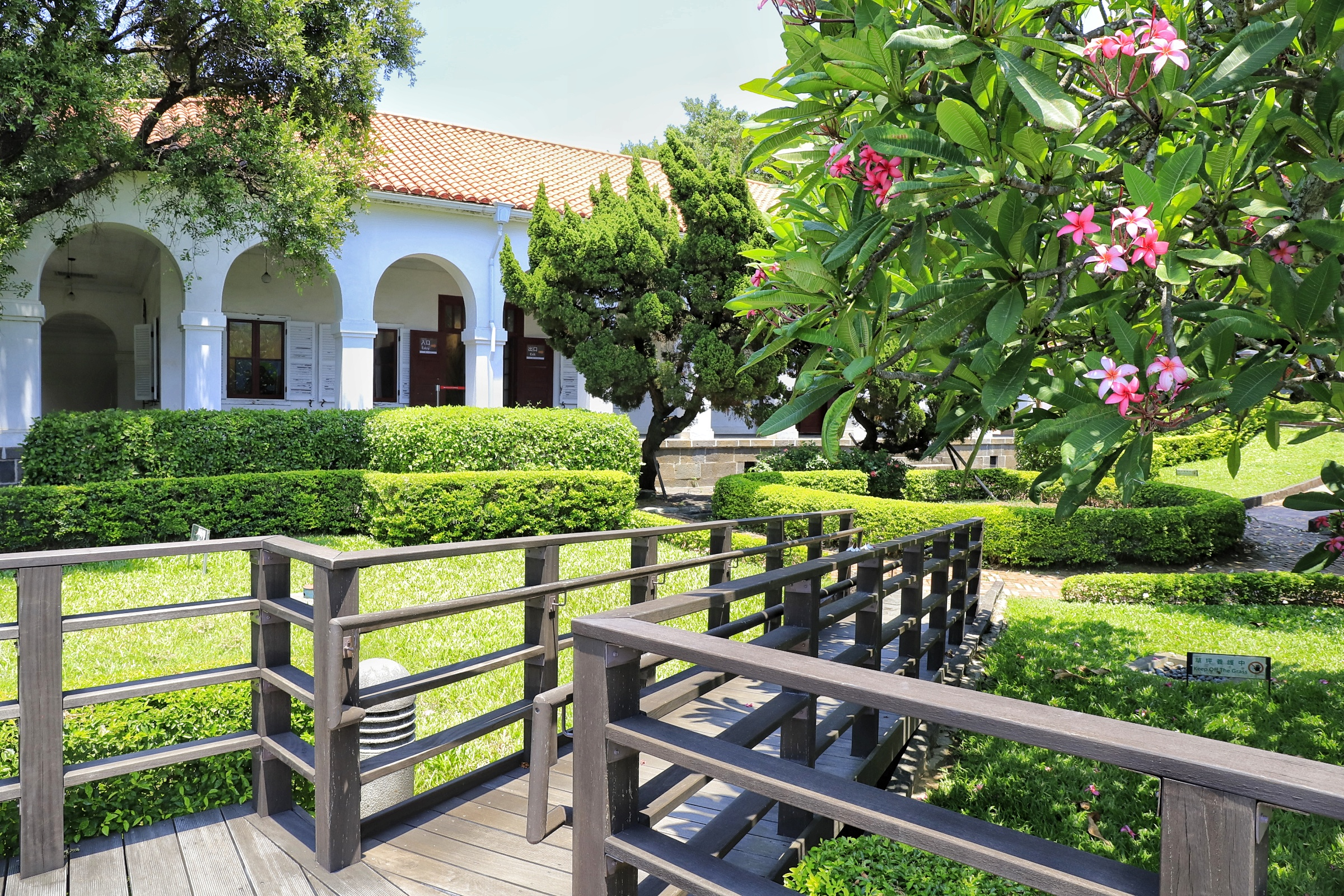
官邸入口花園
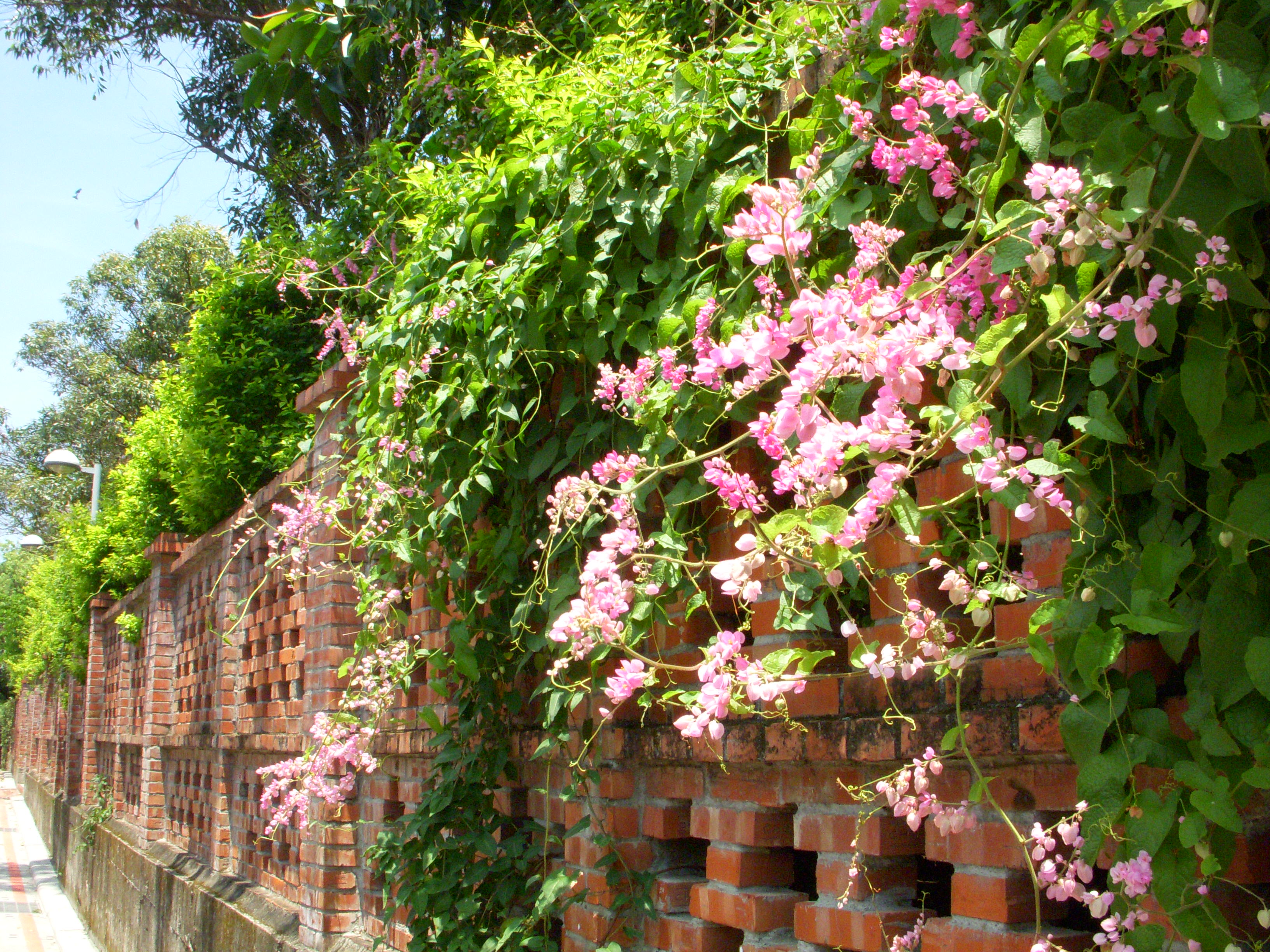
官邸創建時留下的黑磚斗子砌圍牆
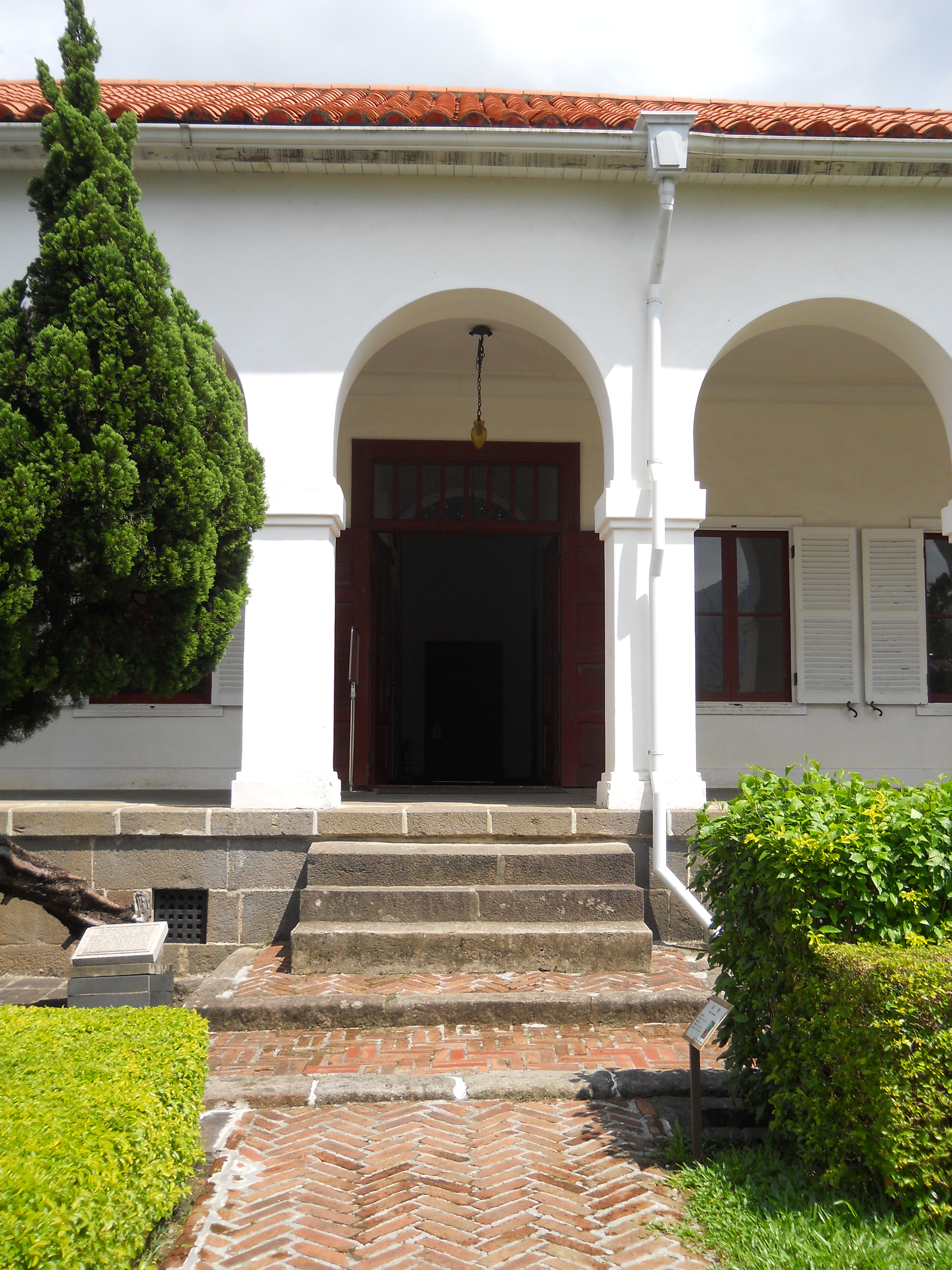
官邸正面玄關
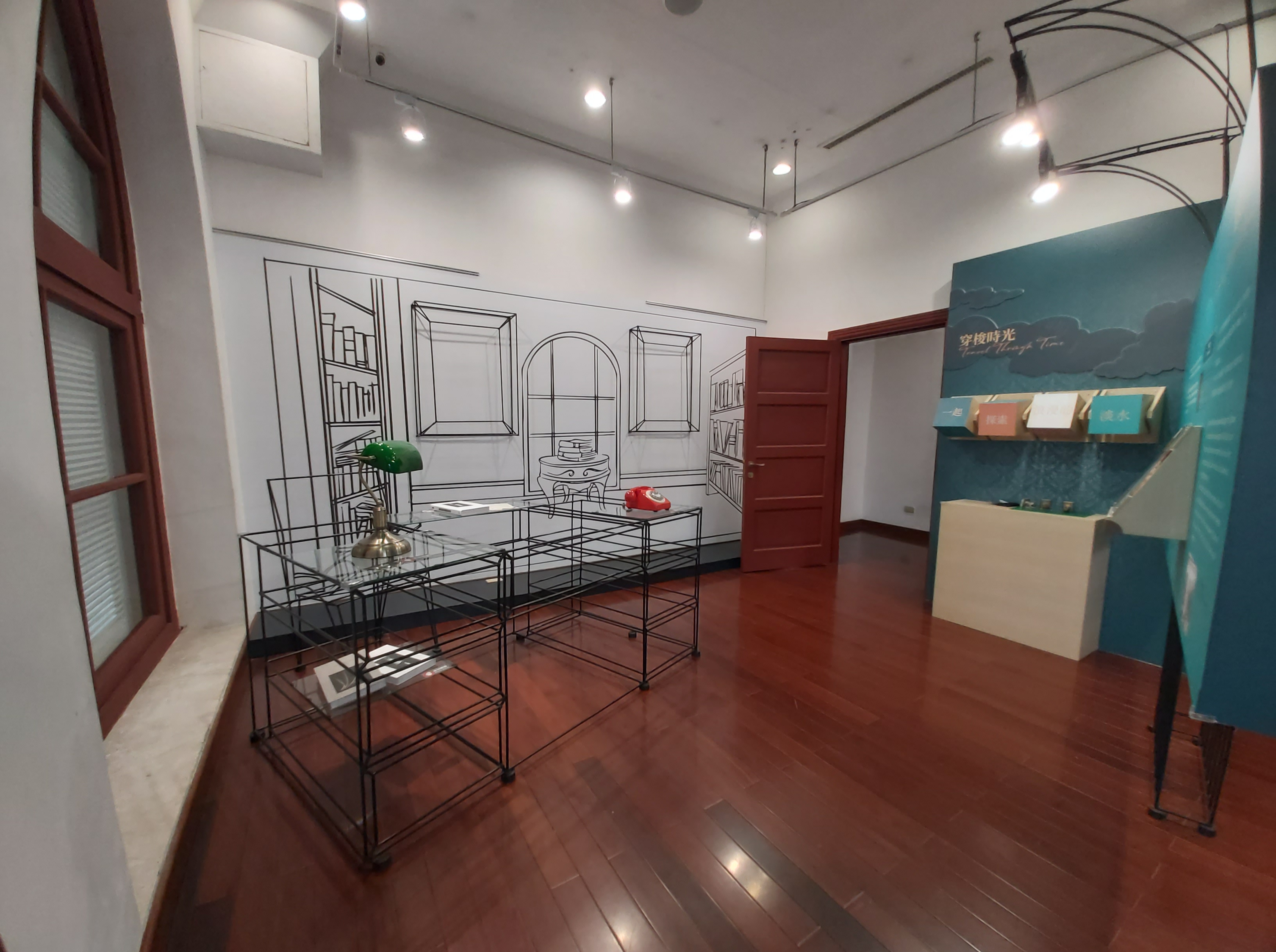
展廳陳列
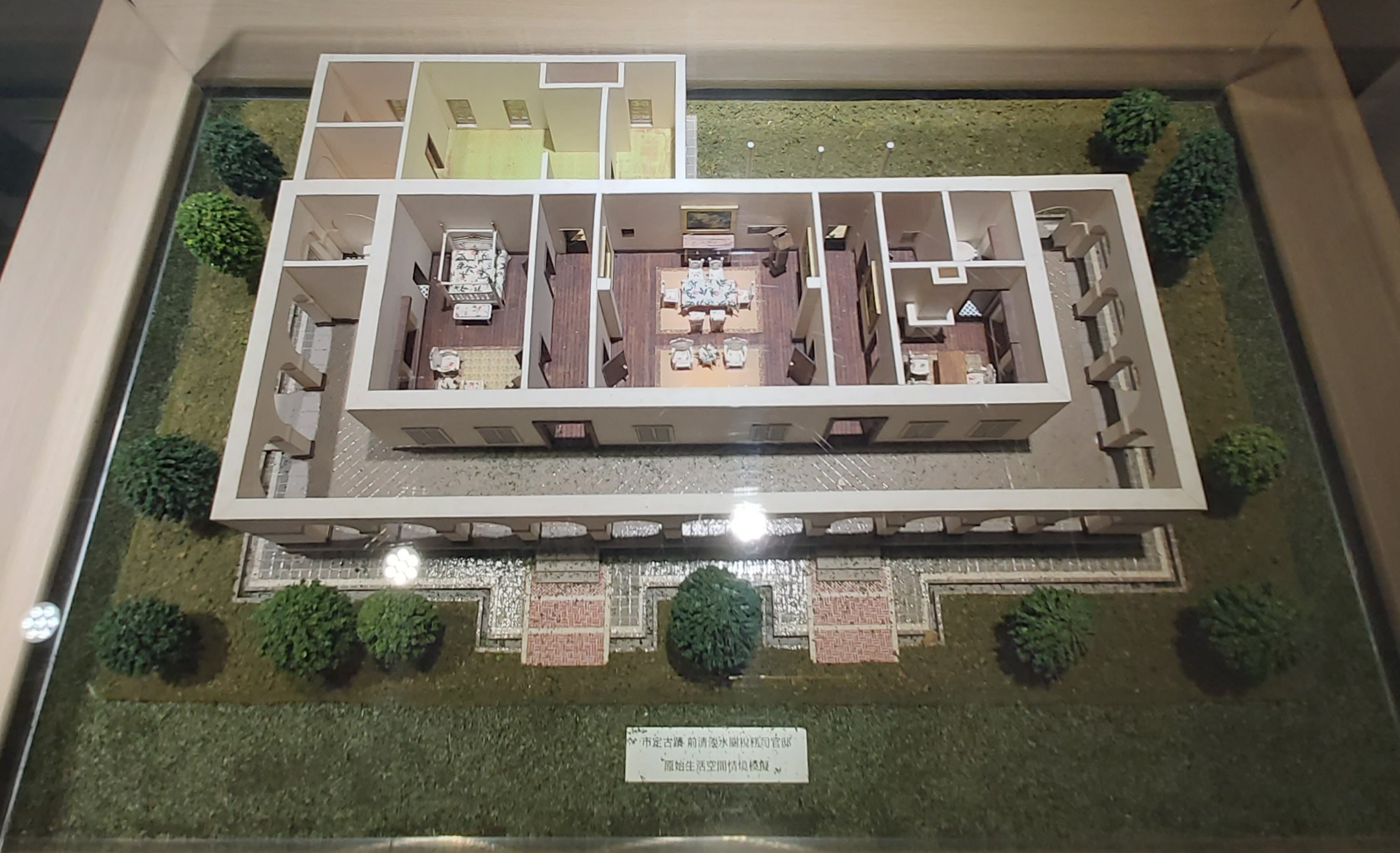
官邸室內原始生活空間模型
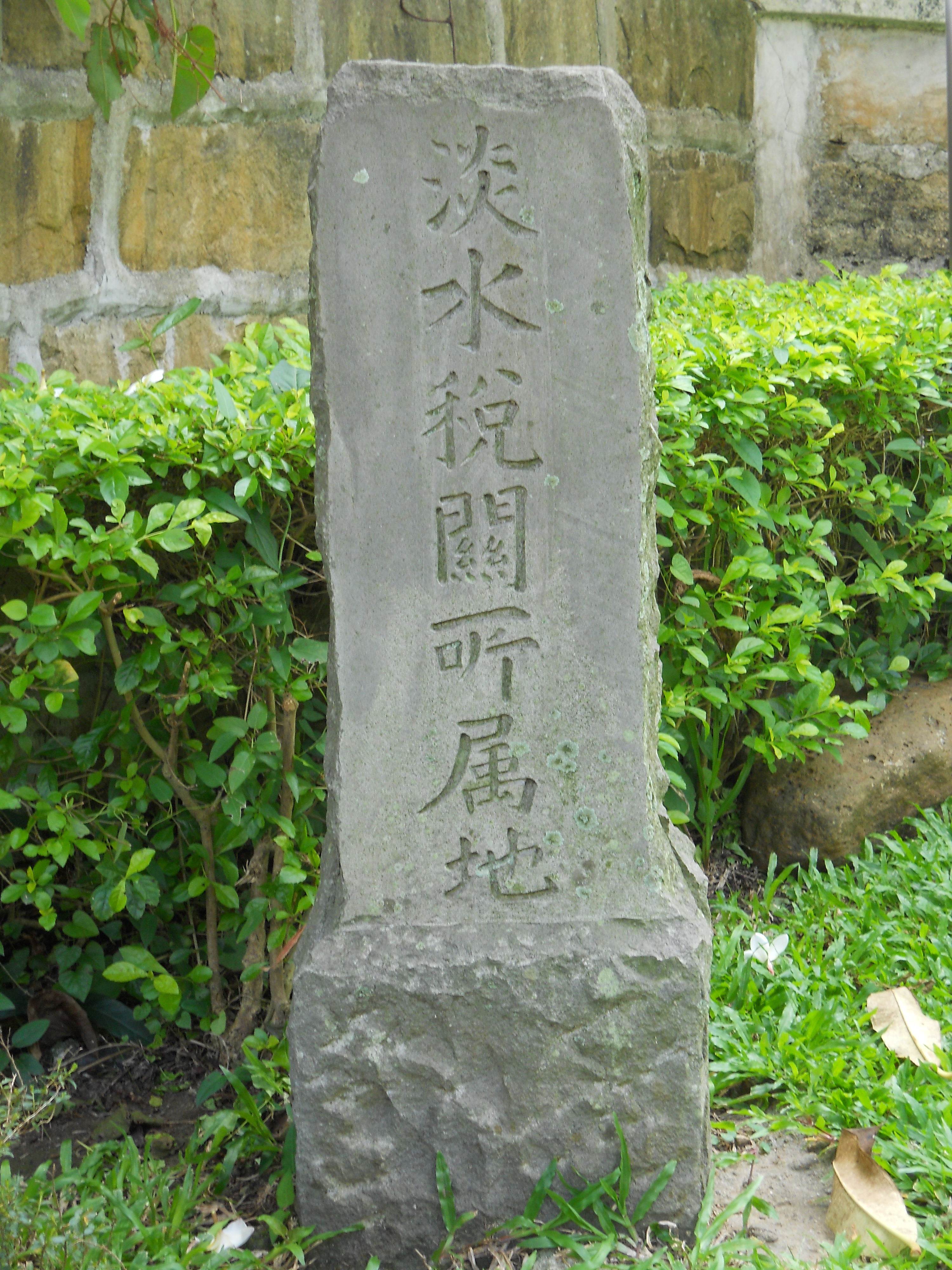
淡水稅關所屬地界碑

## 外部連結
- 前清淡水關稅務司官邸-文化部文化資產局 （页面存档备份，存于）
- 前清淡水總稅務司官邸-財政部財政史料陳列室 （页面存档备份，存于）
- 前清淡水關稅務司官邸-淡水維基館 （页面存档备份，存于）
- 小白宮 新北市淡水區公所 （页面存档备份，存于）
- 小白宮-新北市觀光旅遊網 （页面存档备份，存于）
- 新北市立淡水古蹟博物館 （页面存档备份，存于）